# Yevgueni Peniayev
Yevgueni Ivanovich Peniayev –en ruso, Евгений Иванович Пеняев– (16 de mayo de 1942) es un deportista soviético que compitió en piragüismo en la modalidad de aguas tranquilas. Ganó una medalla de bronce en los Juegos Olímpicos de Tokio 1964, en la prueba de C1 1000 m.

## Palmarés internacional
| Juegos Olímpicos | Juegos Olímpicos | Juegos Olímpicos  | Juegos Olímpicos |
| Año              | Lugar            | Medalla           | Evento           |
| ---------------- | ---------------- | ----------------- | ---------------- |
| 1964             | Tokio (Japón)    | Medalla de bronce | C1 1000 m        |